# Ninoy Aquinos internationella flygplats
Ninoy Aquinos internationella flygplats (Filipino: Paliparang Pandaigdig na Ninoy Aquino) eller NAIA (IPA: /ˈnæijɑ/), (IATA: MNL, ICAO: RPLL) är den internationella flygplatsen i Manila på Filippinerna. Flygplatsen är uppkallad efter den filippinske politikern Benigno "Ninoy" Aquino som den 21 augusti 1983 sköts till döds på denna flygplats.